# Jean Descrains
Jean Descrains (* 1930 in Nancy; † 21. März 1988) war ein französischer Romanist und Französist.

## Leben
Descrains erwarb 1960 an der Universität Nancy die Agrégation. 1964 wurde er Assistent an dem Collège in Reims, aus dem 1971 die Universität Reims hervorging. Dort gründete er 1971 das Fichier Champagne-Ardennes, das sich zum Ziel gesetzt hatte, alle bis 1810 gedruckten Bücher zu katalogisieren. Descrains habilitierte sich 1979 an der Sorbonne mit der Thèse Jean-Pierre Camus, 1584-1652, et ses " Diversités " 1609-1618, ou la culture d'un évêque humaniste (2 Bde., Paris, Nizet, 1985) und wurde Professor für französische Literatur an der Universität Reims. Er war verheiratet. 1988 erlag er einer schweren Krankheit.

## Werke
- (Hrsg.) Jean-Pierre Camus, Homélies des États généraux 1614-1615, Genf, Droz, 1970.
- Bibliographie des œuvres de Jean-Pierre Camus, évêque de Belley, 1584-1652, Paris, Société d'étude du XVIIe siècle, 1971.
- Essais sur Jean-Pierre Camus, Paris, Klincksieck, 1992 (Gedenkschrift, mit Schriftenverzeichnis)